# 枚方学研インターチェンジ
枚方学研インターチェンジ（ひらかたがっけんインターチェンジ）は、大阪府枚方市にある第二京阪道路のインターチェンジである。
建設時の仮称は、枚方南インターチェンジであった。学研都市（関西文化学術研究都市）の津田地区に面している。

## 道路
- E89 第二京阪道路（7番）

## 接続する道路
- 国道1号（一般部）

## 歴史
- 2010年3月20日 : 枚方東IC-門真JCT間開通に伴い供用開始

## 隣
E89 第二京阪道路
(6) 枚方東IC - (7) 枚方学研IC - (8) 交野北IC